# Cortador de pizza

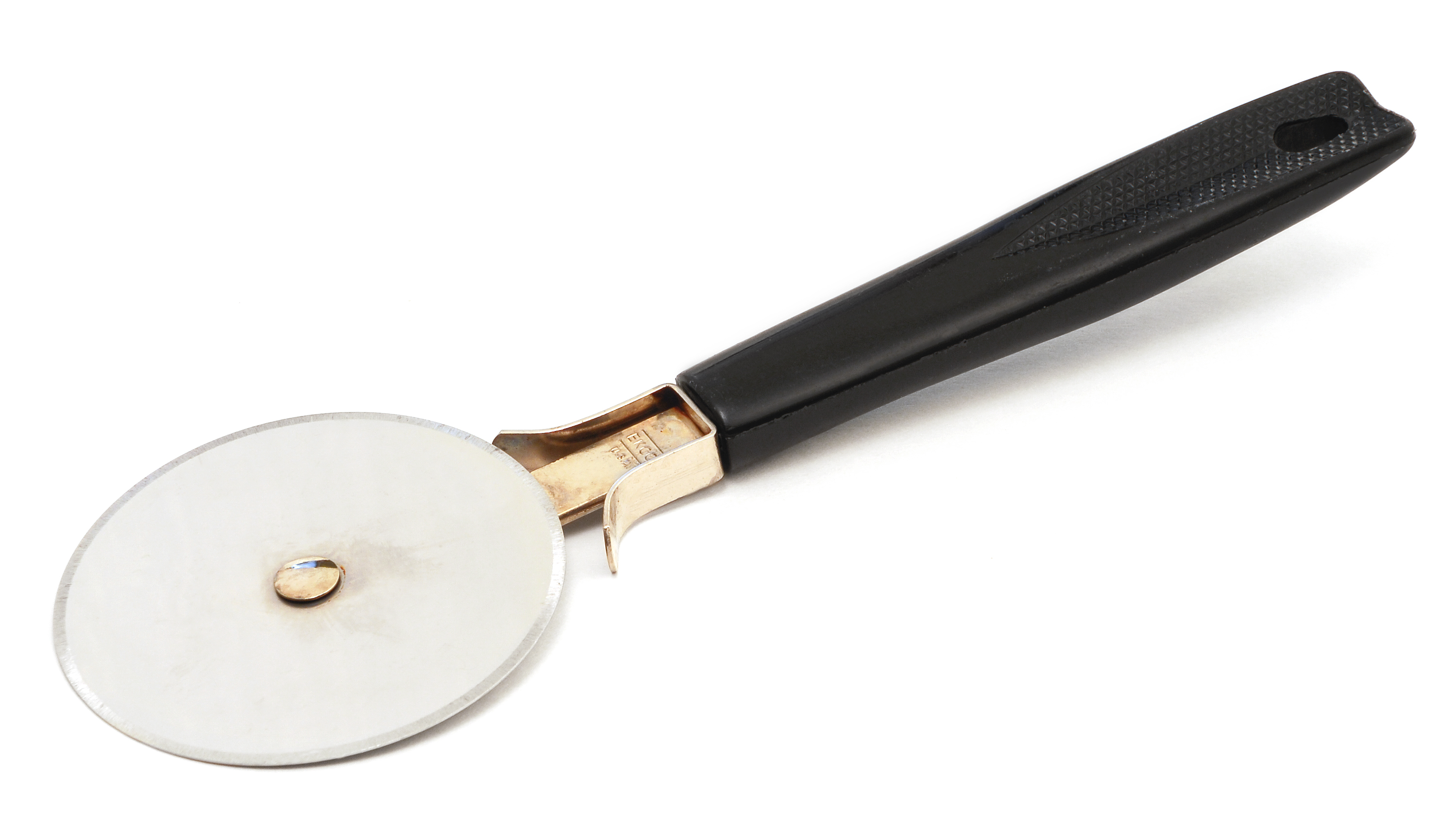
Um cortador de pizza giratório.

Um cortador de pizza é um utensílio que é usado para cortar pizzas.

## Variedades
Existem dois tipos principais de cortadores de pizza.
O mais comum é uma roda que gira enquanto uma pessoa move o cortador em uma direção que ela gostaria de cortar a pizza.. O outro tipo é uma grande faca curva chamada de  mezzaluna (italiano para "meia-lua"), que é movida de um lado para o outro para cortar a pizza. Estes dois tipos de cortadores de pizza vêm em muitos tamanhos diferentes. Muitas pessoas podem usar o cortador de pizza giratório para outras coisas, incluindo trabalho artesanal. Alguns tipos de mezzalunas (particularmente o de duas lâminas) são muitas vezes utilizados para picar ervas ou cortar legumes.

## References
1. 1 2  Carter, Murray (25 de junho de 2013). 101 Knife Designs: Practical Knives for Daily Use. Iola, Wisconsin: Krause Publications. p. 22. ISBN 978-1-4402-3383-8
2. 1 2  Rosso, Julee (janeiro de 1985). The Silver Palate Good Times Cookbook. [S.l.]: Workman Pub. p. 199. ISBN 978-0-89480-831-9